# Stamboom Hendrik van Nassau-Dietz (1550-1574)
Dit is de stamboom van Hendrik van Nassau (1550-1574).
| Stamboom Hendrik van Nassau-Diez (1550-1574) | Stamboom Hendrik van Nassau-Diez (1550-1574)                                          | Stamboom Hendrik van Nassau-Diez (1550-1574)                                          |
| -------------------------------------------- | ------------------------------------------------------------------------------------- | ------------------------------------------------------------------------------------- |
| Grootouders                                  | Johan V van Nassau-Diez (1455-1516) x 1482 Elisabeth van Hessen (1466-1523)           | Botho van Stolberg x Anna van Eppstein-Königstein                                     |
| Ouders                                       | Willem van Nassau-Diez (1487-1559) Willem de Rijke x Juliana van Stolberg (1506-1580) | Willem van Nassau-Diez (1487-1559) Willem de Rijke x Juliana van Stolberg (1506-1580) |
| Hendrik van Nassau-Diez (1550-1574)          |                                                                                       |                                                                                       |
| Kinderen                                     | -                                                                                     | -                                                                                     |